# Project A-Ko
Project A-Ko (яп. プロジェクトA子 Пуродзэкуто Эй-Ко) — серия аниме о супердевочке Эйко, выходившая с 1986 по 1990 годы. В 1987 году данное аниме заняло 12 место в гран-при журнала Animage.

## Сюжет
Сюжет первых четырёх фильмов повествует о школьнице Эйко, обладающей физической суперсилой. Вместе со своей подругой детства Сико она переводится в школу «Гравитон», где в Сико влюбляется дочь главы корпорации «Даитокудзи», Бико. Так как сама Сико любит Эйко, это вызывает постоянные стычки между Эйко и Бико, мечтающей увести у неё Сико. Вскоре на Землю прибывает инопланетный флот, признавший в Сико свою потерянную принцессу и желающий вернуть её. Последний фильм A-Ko the Versus описывает альтернативную реальность, в которой Эйко и Бико — напарницы, занимающиеся охотой на гигантских черепах. Вместе они оказываются втянуты в дело о похищении Сико. Однако после того, как Сико обретает божественные силы, позволяющие создавать новые вселенные, перед ней появляются и сцены из предыдущих четырёх фильмов.

## Персонажи
Эйко (А-Ко) Магами (яп. 摩神 英子 Магами Эйко) — главная героиня. Обладает огромной физической силой, позволяющей разносить боевых роботов голыми руками и перемещаться по городу на сверхзвуковой скорости. Согласно сюжету первых четырёх фильмов, дружит с Сико с детского сада и всегда оберегает её. Сико в свою очередь каждый день будит Эйко в школу. Но так как Эйко просыпается с трудом, ей приходится бежать в школу на сверхзвуковой скорости, таща за собой Сико. Обычно это не помогает и Эйко всё равно опаздывает. Так как Сико боготворит её и не хочет быть ни с кем другим, Эйко постоянно приходится сражаться с Бико, мечтающей увести у неё Сико. Однако сама Эйко к чувствам подруги относится достаточно пренебрежительно и безуспешно пытается найти себе парня. В последнем фильме, A-Ko the Versus, Эйко представлена как напарница Бико, втянутая вместе с ней в дело о похищении Сико. Несмотря на то, что в этом фильме Эйко была готова ради спасения Бико стать секс-рабыней, они по-прежнему регулярно конфликтуют. В 1987 году, в гран-при журнала Animage, Эйко заняла 18 место среди женских персонажей. Сэйю: Мики Ито.
Бико (Б-Ко) Дайтокудзи (яп. 大徳寺 美子 Дайтокудзи Бико) — главная героиня. В первых четырёх фильмах дочь главы корпорации Дайтокудзи. Гениальный механик, способный за день починить даже двигатель инопланетного корабля, на что оказались неспособны сами пришельцы, на этом корабле прилетевшие. В отличие от Эйко, Бико не обладает какой-либо суперсилой, однако носит уравнивающий их способности боевой костюм. В детстве Бико постоянно задирала Сико, пока ту не взяла под свою опеку Эйко. Тем не менее, встретившись вновь с повзрослевшей Сико, Бико моментально в неё влюбилась. Ввиду этого весь свой технологический гений Бико направила на борьбу с Эйко. Однако влюбленность в Сико не помешала ей влюбиться и в Кэя. В последнем фильме A-Ko the Versus Бико — напарница Эйко. Сэйю: Эми Синохара.
Сико (C-Ко) Котобуки (яп. 寿 詩子 Котобуки Сико) — главная героиня. В первых четырёх фильмах инопланетная принцесса, по неназванным причинам попавшая на Землю. В детстве её постоянно задирала Бико, но затем Эйко стала оберегать её от всех опасностей. Сико влюблена в свою подругу, таскает её по свиданиям и старается проводить с нею всё своё время. Ввиду этого трон, требующий расстаться с Эйко, её абсолютно не интересует. И хотя в итоге её мать смогла уговорить Сико вернуться на родину, Сико прилетела обратно на Землю. Также Сико переживает из-за постоянных конфликтов Эйко и Бико и безуспешно пытается их помирить. В последнем фильме A-Ko the Versus она представлена как приемный ребёнок главы крупной корпорации. Сэйю: Митиэ Томидзава.

## Отзывы
В рецензии Anime News Network подчёркивается, что Project A-Ko представляет собой едкую сатиру на различные клише в анимации и наполнен пародиями на классические аниме, такие как «Кулак Полярной звезды», «Макросс» и «Капитан Харлок». Аниме пародирует основные темы и клише и доставит удовольствие современным фанатам. Так, Эйко и Бико являются собирательными образами типичных героя и злодея. Помимо качественной комедии, Project A-Ko, по мнению рецензента, также представляет собой величайший из когда либо создававшихся экшнов. Каждый, кто считает Dragon Ball Z величайшим экшном, должен посмотреть Project A-Ko. Хотя по стандартам 1980 года графика на высоте, рецензент признаёт, что некоторых современных зрителей она может отпугнуть. Также отмечается, что три песни в аниме поются американцами на английском, для 1986 года это было настоящей редкостью. В другой рецензии написано, что данным аниме были вдохновлены авторы All Purpose Cultural Cat Girl Nuku Nuku.